# Steven Erikson
Steven Erikson (właśc. Steve Rune Lundin, ur. 7 października 1959 w Toronto) – kanadyjski pisarz fantasy. Z wykształcenia archeolog i antropolog. Przez długi czas żył w Wielkiej Brytanii, obecnie mieszka w Kanadzie.
Najbardziej znanym dziełem Eriksona są Opowieści z Malazańskiej Księgi Poległych, cykl fantasy o wojnie, o losach ludzi i innych istot, które zmagają się w wielkich bitwach. Akcja cyklu została umieszczona głównie w Imperium Malazańskim oraz na jego pograniczu. Pierwsza książka tej serii, Ogrody Księżyca, będąca debiutem autora w dziedzinie fantastyki, uzyskała w 1999 nominację do Nagrody World Fantasy w kategorii „Powieść”. Cykl liczy 10 tomów, w Polsce każdy z tomów 3–10 został rozbity na dwie części w pierwszym wydaniu.

## Dzieła

### CyklMalazańska Księga Poległych(Malazan Book of the Fallen)
- Ogrody Księżyca (Gardens of the Moon, 1999); w Polsce w 2000, II wyd. 2012
- Bramy Domu Umarłych (Deadhouse Gates, 2000); w Polsce w 2001, II wyd. 2012
- Wspomnienie lodu (Memories of Ice, 2001); w Polsce w 2002, w dwóch tomach: Wspomnienie lodu: Cień przeszłości i Wspomnienie lodu: Jasnowidz, II wyd. w 2012 jako jeden tom
- Dom łańcuchów (House of Chains, 2002); w Polsce w 2003, w dwóch tomach, z podtytułami Dawne dni i Konwergencja, II wyd. w 2012 jako jeden tom
- Przypływy nocy (Midnight Tides, 2004); w Polsce w 2004, w dwóch tomach, z podtytułami Misterny plan i Siódme zamknięcie, II wyd. w 2013 jako jeden tom
- Łowcy kości (The Bonehunters, 2006); – w Polsce w 2006, w dwóch tomach, z podtytułami Pościg i Powrót, II wyd. w  2013 jako jeden tom
- Wicher śmierci (Reaper’s Gale, 2007); w Polsce w 2007, w dwóch tomach, z podtytułami Imperium i Ekspedycja, II wyd. w 2013 jako jeden tom
- Myto ogarów (Toll the Hounds, 2008); w Polsce w 2009, w dwóch tomach, z podtytułami Miasto i Początek, II wyd. w 2013 jako jeden tom
- Pył snów (Dust of Dreams, 2009); w Polsce w 2010, w dwóch tomach, z podtytułami Wymarsz i Pustkowia, II wyd. w 2013 jako jeden tom.
- Okaleczony bóg (The Crippled God, 2011); w Polsce w 2012, w dwóch tomach, z podtytułami Szklana pustynia i Kolanse, II wyd. w 2014 jako jeden tom.

### CyklOpowieści o Bauchelainie i Korbalu Broachu
- Krwawy trop (Blood Follows, 2002) – w Polsce w 2004 r.
- Zdrowe zwłoki (The Healthy Dead, 2004) – w Polsce w 2005 r.
- Męty Końca Śmiechu (The Lees of Laughter’s End, 2007) r.
- Szlak Potłuczonych Dzbanów (Crack'd Pot Trail, 2009) – w Polsce w 2008
- Bauchelain and Korbal Broach: The Collected Stories Volume One (2007)
- The First Collected Tales of Bauchelain and Korbal Broach (omnibus) (2011)
- Żmijce przy Plamoujściu (The Wurms of Blearmouth) – 2012
- Biesy z Koszmarii (The Fiends of Nightmaria) – 2016
- Upon a Dark of Evil Overlords - 2020

### Cykl Kharkanas
- Kuźnia Ciemności (The Forge of Darkness, 2012) – w Polsce w 2013 r.
- The Fall of Light – (2016)

### CyklOpowieść o świadkach
- Bóg nie jest chętny (God Is Not Willing, 2021)
- No Life Forsaken (premiera zaplanowana na 28 października 2025[1])

### Pozostałe powieści
- Stolen Voices (1993) jako Steven Lundin
- This River Awakens (1998) jako Steven Lundin
- Fishin’ with Grandma Matchie (2004) jako Steven Lundin
- When She’s Gone (2004) jako Steven Lundin
- Willful Child (2014)
- Cena szczęścia (Rejoice. A Knife to the Heart) (2018)

### Pozostałe opowiadania
- A Ruin of Feathers (1991) jako Steven Lundin
- Revolvo & Other Canadian Tales (1998) jako Steven Lundin
- The Devil Delivered (2005)
- Revolvo (2008)